# Cerbaris alborani
Cerbaris alborani är en svampdjursart som först beskrevs av Boury-Esnault, Pansini och Uriz 1994.  Cerbaris alborani ingår i släktet Cerbaris och familjen Bubaridae.
Artens utbredningsområde är Alboránsjön. Inga underarter finns listade i Catalogue of Life.